# 전보훈
전보훈 (全寶訓, 1988년 3월 10일 ~ )은 대한민국의 축구 선수이며 포지션은 공격수이다.